# Расследование Мёрдока
«Расследование Мёрдока» (англ. Murdoch Mysteries) — детективный телесериал по произведениям канадской писательницы Морин Дженнингс (Maureen Jennings) о незаурядном детективе Уильяме Мёрдоке, работающем в полицейском участке № 4 города Торонто. Расследование происходит с помощью методов криминалистики. Действие происходит в 1890-х годах и в начале XX века. Премьера сериала состоялась в 2008 году.

## В ролях
- Янник Биссон — детектив Уильям Мёрдок
- Хелен Джой — доктор Джулия Огден
- Томас Крейг — инспектор Томас Брекенрид
- Джонни Харрис[укр.] — констебль Джордж Крэбтри

а также
- Герант Вин Дэвис — Артур Конан Дойл
- Дмитрий Чеповецкий — Никола Тесла
- Джон Тенш — Александр Грейам Белл
- Марти Моро — Теодор Рузвельт
- Дэвид Сторх — Томас Эдисон
- Джо Диникол — Гарри Гудини
- Тайлер Ист — Говард Филлипс Лавкрафт
- Аарон Ашмор — Джек Лондон
- Тодд Хофли — Генри Форд

## Список серий
0 сезон (Телевизионные полнометражные фильмы) (специальные серии)
1. серия «Перед смертью все равны» (13.05.2004)
2. серия «Бедный Том уже остыл» (12.09.2004)
3. серия «Под хвостом дракона» (08.09.2005)
4. серия «Счастливого Мёрдокского Роджества» (20.12.2015)
5. серия «Однажды в рождество» (12.12.2016)

1 сезон (13 серий, 2008 год)
1. серия «Удар током»
2. серия «Стеклянный потолок»
3. серия «Нокаут»
4. серия «Элементарно, мой дорогой Мёрдок»
5. серия «Пока смерть не разлучит нас…»
6. серия «Не буди лихо…»
7. серия «Последняя роль»
8. серия «В тихом омуте»
9. серия «Чревовещатель»
10. серия «Недетские игры»
11. серия «Горькая пилюля»
12. серия «Принц и бунтарь»
13. серия «Эта назойливая красная планета»

2 сезон (13 серий, 2009 год)
1. серия «Спокойный запад»
2. серия «Змеи и лестницы»
3. серия «Динозавровая лихорадка»
4. серия «Расследование Гудини»
5. серия «Зелёная фея»
6. серия «Все оттенки серого»
7. серия «Убийство в студенческом городке»
8. серия «Я — Мёрдок»
9. серия «Выздоровление»
10. серия «Мёрдок онлайн»
11. серия «Давайте спросим»
12. серия «Вервольфы»
13. серия «Всё, что ты можешь сделать»

3 сезон (13 серий, 2010 год)
1. серия «Найти Мёрдока»
2. серия «Великая стена»
3. серия «Победитель»
4. серия «Исчезновение»
5. серия «Другая личность»
6. серия «До одиннадцати»
7. серия «Кровь и циркачи»
8. серия «Будущее не совершенно»
9. серия «Любовь и останки»
10. серия «Проклятье усадьбы „Битон“»
11. серия «Палач»
12. серия «В обнажённом виде»
13. серия «Эффект Тесла»

4 сезон (13 серий, 2011 год)
1. серия «Изодранный и оборванный»
2. серия «Командо»
3. серия «Расследование в Буфало»
4. серия «Верх-вниз по лестнице»
5. серия «Месье Мёрдок»
6. серия «Тупик»
7. серия «Сокровище конфедерации»
8. серия «В случае убийства — набирайте „М“»
9. серия «Чёрная рука»
10. серия «Голоса»
11. серия «Жажда крови»
12. серия «Целующий грабитель»
13. серия «Мёрдок в стране чудес»

5 сезон (13 серий, 2012 год)
1. серия «Мёрдок в Клондайке»
2. серия «Назад и влево»
3. серия «Гробница неизвестной принцессы»
4. серия «Борьба с терроризмом»
5. серия «Мёрдок в опере»
6. серия «Кто убил электромобиль?»
7. серия «Прогулки тёмной стороны души». Часть 1
8. серия «Прогулки тёмной стороны души». Часть 2
9. серия «Выставка изобретений»
10. серия «Лестница в небеса»
11. серия «Мёрдок в мире игрушек»
12. серия «Вечер Мёрдока в Канаде»
13. серия «Мёрдок двадцатого века»

6 сезон (13 серий, 2013 год)
1. серия «Мёрдок в воздухе»
2. серия «Забытая ночь Уинстона»
3. серия «Мёрдок на перекрёстке»
4. серия «Расследования Шерлока Холмса»
5. серия «Мёрдок в чём мать родила»
6. серия «Мёрдок и облако смерти»
7. серия «Призрак королевского парка»
8. серия «Мёрдок в женском магазине»
9. серия «Крест Виктории»
10. серия «Дурные сёстры»
11. серия «Убийственно вечная любовь»
12. серия «Преступление и наказание»
13. серия «Ловушка для Мёрдока»

7 сезон (18 серий, 2014 год)
1. серия «Мёрдок на корабле»
2. серия «Мёрдок на велогонке»
3. серия «Снятые приключения детектива Уильяма Мёрдока»
4. серия «Возвращение Шерлока Холмса»
5. серия «Мёрдок и живые мертвецы»
6. серия «Фобия Мёрдока»
7. серия «Мёрдок и чудовище»
8. серия «Республика Мёрдока»
9. серия «Полуночный поезд Кингстон»
10. серия «Мёрдок и рэгтайм»
11. серия «Путешествие к центру Торонто»
12. серия «Незаконченное дело»
13. серия «Мёрдок и мошенница»
14. серия «Пятница 13. 1901 год»
15. серия «Шпион, который подошёл к холоду»
16. серия «Кунг-фу Крэбтри»
17. серия «Взрыв тишины»
18. серия «Смерть доктора Огдена»

8 сезон (18 серий, 2015 год)
1. серия «В порту». Часть 1
2. серия «В порту». Часть 2
3. серия «Дни славы»
4. серия «Священные узы»
5. серия «Мёрдок покоряет Манхеттен»
6. серия «Общество почитания Мёрдока»
7. серия «То, что погребено»
8. серия «Высокое напряжение»
9. серия «Безумные копы»
10. серия «Мёрдок и Храм смерти»
11. серия «Весь этот блеск»
12. серия «Дьявол носит корсет»
13. серия «Неизлечимые»
14. серия «Проблемы с девушками в Торонто»
15. серия «Кораблекрушение»
16. серия «Мания Крэбтри»
17. серия «День выборов»
18. серия «Хитрый детектив»

9 сезон (18 серий, 2015—2016 гг)
1. серия «Nolo contendere (Не желаю оспаривать)»
2. серия «Марк Твен»
3. серия «Двойная жизнь»
4. серия «Обнаженные леди»
5. серия «24 часа до конца света»
6. серия «Право местных властей»
7. серия «Лето 1875-го»
8. серия «Трубка Грез»
9. серия «Сын грабителей»
10. серия «Большой холод»
11. серия «Мандраж»
12. серия «Не везет в любви»
13. серия «Ослепленные цветом»
14. серия «Дикое дитя»
15. серия «Работный дом»
16. серия «Ч…т подери!»
17. серия «Из Буффало с любовью»
18. серия «Лучник грядет»

## Персонажи
В качестве действующих лиц, помимо вымышленных персонажей, в сериале используются и реально существовавшие исторические личности, такие как учёные Никола Тесла и Александр Белл, иллюзионист Гарри Гудини, писатели Артур Конан Дойль, Герберт Уэллс и Джек Лондон, шоумэн Буффало Билл, премьер-министр Канады Уилфрид Лорье, владелец заводов автомобилестроения Генри Форд, будущий премьер-министр Великобритании Уинстон Черчилль. К некоторым из них детектив Мёрдок обращается за консультацией, и они помогают ему в расследовании преступлений. Кроме того, упоминаются и другие персонажи — Джек Потрошитель, премьер-министр Канады Джон Александер Макдональд, американский президент Уильям Мак-Кинли и др.